# Ardian Bujupi

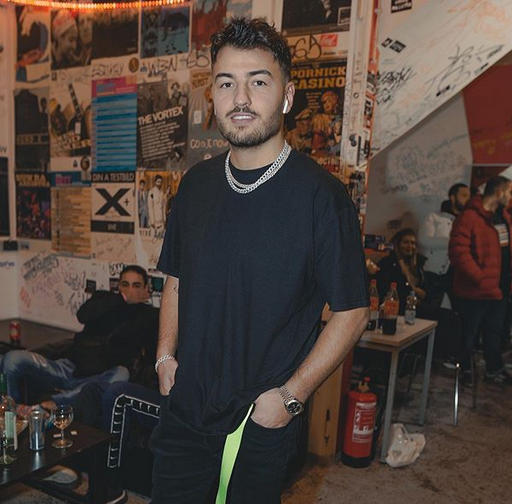
Ardian Bujupi (2019)

Ardian Bujupi (* 27. April 1991 in Pristina, SFR Jugoslawien, heute Kosovo) ist ein deutscher R&B- und Urban-Sänger kosovo-albanischer Abstammung. Er wurde durch seine Teilnahme an der Castingshow Deutschland sucht den Superstar im Jahr 2011 bekannt. Seitdem hat er zahlreiche Lieder auf Deutsch, Englisch und Albanisch veröffentlicht.

## Leben
Bujupi wurde als Sohn kosovo-albanischer Eltern geboren. Sein Vater ist Ingenieur und Dolmetscher, seine Mutter arbeitete als Tagesmutter. Im Jahr 1992/1993 kam er mit seiner Familie nach Deutschland. Er hat zwei Schwestern und lebte mit seinen Eltern in Heidelberg-Emmertsgrund.
Bereits mit zehn Jahren lernte er Schlagzeug und Gitarre spielen. Zudem sang er in einem Heidelberger Schulchor. Als musikalische Vorbilder zu Beginn seiner Karriere nannte er Jason Derulo, Chris Brown und Tinie Tempah. Bereits vor seiner Teilnahme bei Deutschland sucht den Superstar komponierte und produzierte er in seinem kleinen Homestudio eigene Songs.

## Deutschland sucht den Superstar

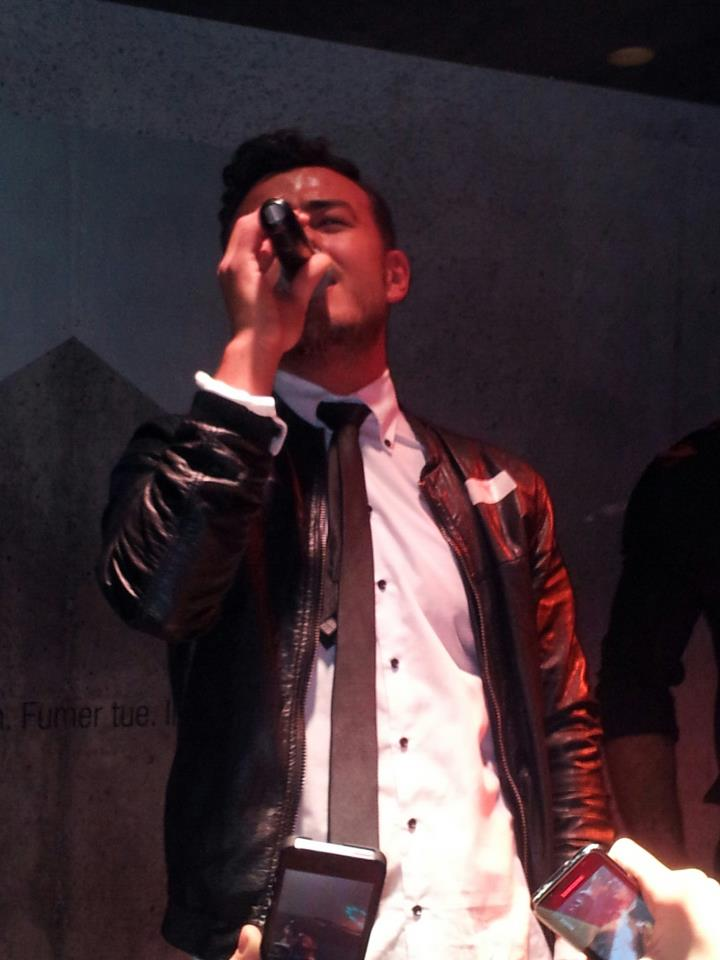
Ardian Bujupi (2012)

Im Jahr 2011 nahm Bujupi an Deutschland sucht den Superstar teil und schied im Halbfinale aus. Bereits im Casting konnte er Dieter Bohlen mit einer Coverversion von Und wenn ein Lied (Original: Söhne Mannheims) überzeugen. Beim Recall auf den Malediven sang er die deutsche Version des Songs Circle of Life (Original: Elton John).
| Show (Ausstrahlungsdatum) | Song (Originalinterpret)                                                    | Prozentzahl der Stimmen |
| ------------------------- | --------------------------------------------------------------------------- | ----------------------- |
| Casting                   | Und wenn ein Lied (Söhne Mannheims)                                         | —                       |
| Recall                    | Marchin' on (OneRepublic ft. Timbaland)                                     | —                       |
| Recall                    | Somewhere over the Rainbow / What a Wonderful World (Israel Kamakawiwoʻole) | —                       |
| Recall                    | Down (Jay Sean ft. Lil Wayne)                                               | —                       |
| Recall                    | Russian Roulette (Rihanna)                                                  | —                       |
| Recall                    | Der ewige Kreis (Elton John)                                                | —                       |
| Top 15 (19. Februar 2011) | Sway (Dean Martin)                                                          | 9,7 % (4/15)            |
| Top 10 (26. Februar 2011) | In My Head (Jason Derulo)                                                   | 9,6 % (5/10)            |
| Top 9 (5. März 2011)      | Tonight (I'm Loving You) (Enrique Iglesias ft. Ludacris & DJ Frank E)       | 8,6 % (8/9)             |
| Top 8 (12. März 2011)     | Grenade (Bruno Mars)                                                        | 10,7 % (4/8)            |
| Top 7 (19. März 2011)     | Beautiful Monster (Ne-Yo)                                                   | 12,7 % (4/7)            |
| Top 6 (2. April 2011)     | Feel (Robbie Williams)                                                      | 15,1 % (3/6)            |
| Top 6 (2. April 2011)     | Dieser Weg (Xavier Naidoo)                                                  | 15,1 % (3/6)            |
| Top 6 (9. April 2011)     | Glow (Madcon)                                                               | 16,0 % (3/6)            |
| Top 6 (9. April 2011)     | I Need a Dollar (Aloe Blacc)                                                | 16,0 % (3/6)            |
| Top 5 (16. April 2011)    | We’ve Got It Going on (Backstreet Boys)                                     | 16,1 % (4/5)            |
| Top 5 (16. April 2011)    | More (Usher)                                                                | 16,1 % (4/5)            |
| Top 5 (16. April 2011)    | (I Just) Died in Your Arms (Cutting Crew)                                   | 16,1 % (4/5)            |
| Top 4 (23. April 2011)    | Here Without You (3 Doors Down)                                             | 23,0 % (3/4)            |
| Top 4 (23. April 2011)    | Fairytale (Alexander Rybak)                                                 | 23,0 % (3/4)            |
| Top 4 (23. April 2011)    | Get Up (I Feel Like Being a) Sex Machine (James Brown)                      | 23,0 % (3/4)            |
| Top 3 (30. April 2011)    | Wavin’ Flag (K’naan)                                                        | 27,3 % (3/3)            |
| Top 3 (30. April 2011)    | Loving You Is Killing Me (Aloe Blacc)                                       | 27,3 % (3/3)            |
| Top 3 (30. April 2011)    | Feeling Good (Nina Simone)                                                  | 27,3 % (3/3)            |

Legende:
|  | Letzter Platz in der Telefonabstimmung (Ausscheiden) |

## Karriere nach Deutschland sucht den Superstar

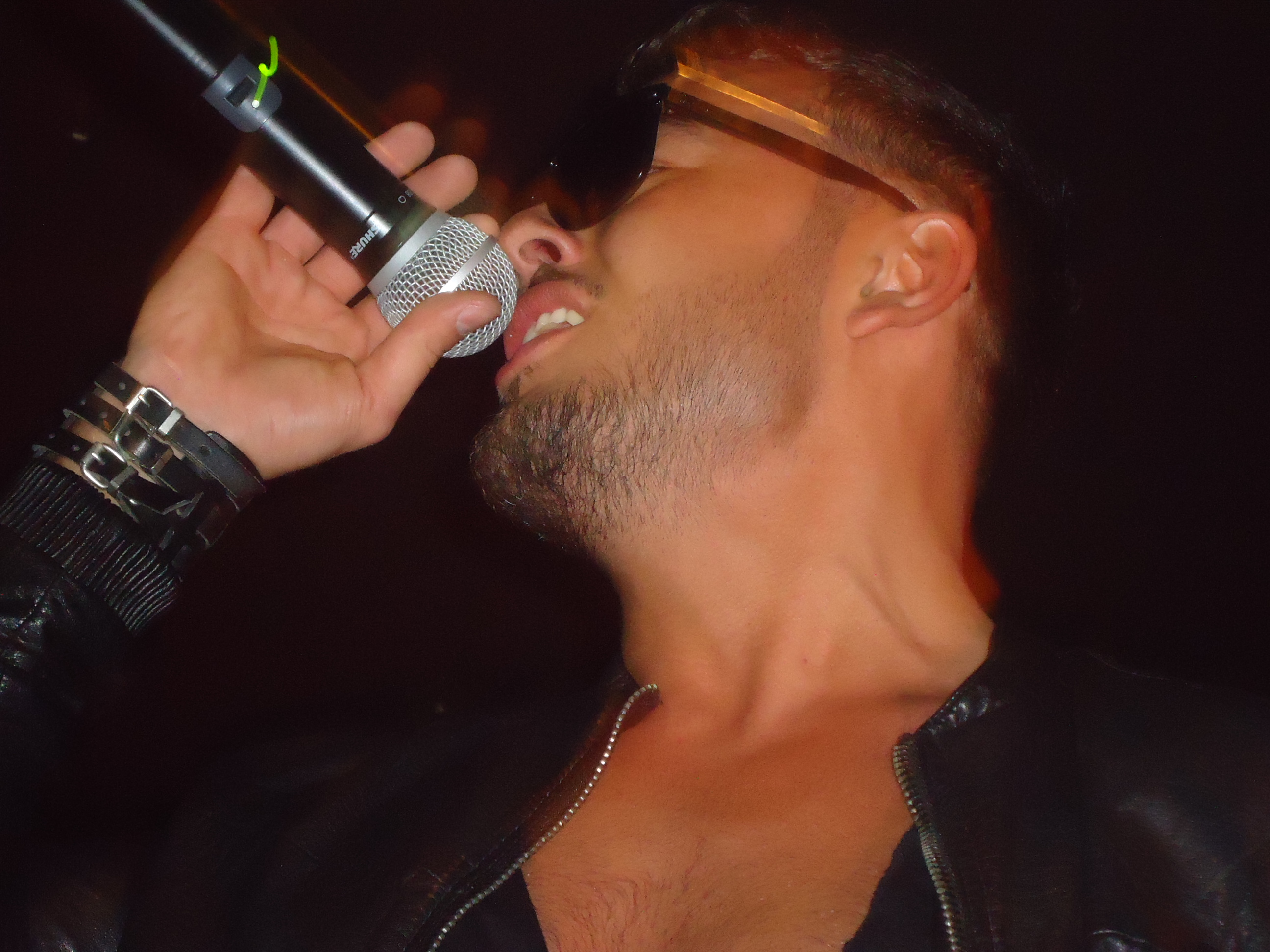
Bujupi bei einem Auftritt

Aufgrund des Folgevertrags mit RTL durfte Bujupi bis August 2011 keine eigenen Songs veröffentlichen bzw. keinen Plattenvertrag unterschreiben. Anschließend unterschrieb er beim Mannheimer Indie-Label FirstLoveMusic, bei Famefabrik und Groove Attack.
Seine Debütsingle This Is My Time erschien am 11. November 2011. Komponiert und produziert wurde die Single von Rocko. Auf der Single sind neben der Original-Version zusätzlich ein Club-Mix, eine Instrumental-Version und der Video-Edit enthalten. Die Single stieg auf Platz 40 in den deutschen, auf Platz 44 in den Schweizer und auf Platz 69 in den österreichischen Singlecharts ein. Bujupi präsentierte den Song am 30. November 2011 bei The Dome 60.
Sein Debütalbum To the Top erschien am 9. Dezember 2011. Für das Album hat Luis Baltes Songs geschrieben. Das Album wurde von Unik, Hitimpulse, Kolja Dominiak, Fonty, Sebastian Henzl und Bujupi produziert. Bujupi war Teilnehmer der fünften Staffel von Let’s Dance, die am 14. März 2012 startete. Seine Tanzpartnerin war Katja Kalugina. Die beiden schieden in der fünften Folge aus und belegten den 8. Platz. Am 3. August 2012 erschien seine dritte Single I'm Feeling Good, die von Fonty produziert wurde. Das in der Türkei gedrehte Musikvideo zur Single wurde zwei Wochen vorher veröffentlicht. Am 13. November 2012 erschien die Download-Single Make You Mine, welche von Andy B. Jones produziert wurde. Das Musikvideo zur Single, das größtenteils in London gedreht wurde, wurde am 23. November veröffentlicht.
Bujupi nahm am 20. Dezember (Halbfinale) und am 22. Dezember 2012 (Finale) am Festivali i Këngës, einer albanischen Musikshow, die auch als Vorentscheid des Eurovision Song Contest dient, mit dem Song I çmëndur për ty teil und erreichte unter 17 Teilnehmern den 11. Platz.
Am 15. März erschien seine Download-Single Penthouse in Deutschland, Österreich und der Schweiz, diesmal mit DJ Dalool, einem DJ aus dem Kosovo. Weltweit konnte man die Single ab dem 18. März erwerben. Das dazugehörige Video wurde in Albaniens Hauptstadt Tirana gedreht und feierte am 16. März Premiere auf YouTube und am 24. März auch auf VIVA bei "VIVA Neu". Der Videoclip hatte binnen 48 Stunden über 300.000 Videoaufrufe.
Am 31. Mai 2013 erschien die Single Want U Now, die er zusammen mit dem britischen Sänger und Rapper Tony T., bekannt als ehemaliger R.I.O.-Frontmann, aufnahm. Der Song wurde ebenfalls von DJ Dalool produziert und konnte sich bis in die iTunes-Top-100 vorarbeiten. Das dazugehörige Musikvideo wurde im Kosovo gedreht. Am 1. März 2014 erschien der Song All Night, der mit dem albanischen Rapper LINDVR aufgenommen wurde, als Single. Parallel zur Single-Veröffentlichung wurde auch das offizielle Musikvideo zum Lied auf Bujupis YouTube-Kanal hochgeladen. Am 17. Mai 2014 erschien die Single Feel mit der albanischen Sängerin Genta Ismajli und DJ Dalool, mit dem Ardian schon im Vorjahr den Song Penthouse produziert hatte. Der Videoclip wurde in den Städten Kosovos gedreht.
Anfang September 2014 erschien die Single Boom Rakatak mit Lumidee und Big Ali und dem jungen DJ Mase. Das Video dazu wurde in New York gedreht. Am 5. Dezember 2014 wurde die Single Nach den Sternen (Nimm meine Hand) und am 26. Dezember 2014 Wahnsinnig auf YouTube inklusive Videoclip hochgeladen. Im Januar 2015 wurde der Song Scheine mit dem deutschen Rapper Kurdo als Download verfügbar gemacht. Sein neues Album Ardicted erschien ebenfalls Anfang 2015.
Nachdem zwei Kandidatinnen von Deutschland sucht den Superstar Bujupis Lied Boom Rakatak während ihres Casting-Auftritts verwendet hatten, rückte das Lied einen Tag vor der Album-Veröffentlichung in die Top-10 der iTunes-Charts vor. Am Tag vor dem Release des Albums erschien ein Splitvideo der Songs Joker und All Night II auf seinem YouTube-Channel. Nachdem die Veröffentlichung des Albums Ardicted mehrmals verschoben worden war, erschien es letztlich am 9. Januar 2015. Neben dem bereits aus den Vorab-Singles bekannten orientalischen Rapstil sind auf dem Album auch weitere Musikrichtungen wie Electro-House, Deutschrap und Pop vorhanden. Ab Mai 2015 betrieb Bujupi seine eigene Modelinie HOBA, die jedoch bald darauf eingestellt wurde.
Im Jahr 2016 stieg Bujupi mit seinen Songs Na jena njo und E embel zu einem populären Pop-Künstler in seinem Heimatland Albanien auf. Im April 2017 veröffentlichte er eine neue Version des Songs Kiss Kiss von Tarkan. Gemeinsam mit DJ R'AN und den Künstlern Mohombi und Big Ali erwarb er die Rechte des Songs und produzierte eine moderne Pop-Version des Lieds. Am 9. Juni 2017 veröffentlichte er sein drittes Studioalbum Melodia. Mit den Künstlern Kurdo und Payy holte sich Bujupi zwei Deutsch-Rapper als Featuregäste auf sein Album, das es bis in die Charts schaffte. Am 27. Juli 2017 veröffentlichte er zusammen mit dem albanischen Rapper Capital T den Song Andiamo, der bis heute (Stand: Mai 2018) über 50 Millionen Aufrufe auf YouTube erreichte. Am 27. April 2018 erschien das Mixtape Arigato. Die Songs Primadonna, Cote D'azur und Arigato waren bereits im Vorfeld als Singleauskopplungen mit Musikvideo veröffentlicht worden. Das Mixtape ist nur digital erhältlich.
Gemeinsam mit der albanischen Sängerin Xhensila Myrtezaj veröffentlichte Bujupi 2018 den Song Cika Cika. Als erstem männlichen Künstler gelang es ihm, ein albanisches Lied in den offiziellen deutschen Charts zu platzieren. Innerhalb von 24 Stunden erreichte das Lied über eine Million Aufrufe auf YouTube. Im August zählte das Musikvideo bereits über 50 Millionen Aufrufe.
2018 gastierte Bujupi auf dem Mixtape Habuubz von Fard. Die gemeinsame Single Du bist anders stieg auf Platz 73 in den deutschen Charts ein. In diesen Jahren arbeitete er immer wieder mit Künstlern aus der deutschen Rap-Szene zusammen; so erschienen gemeinsame Songs mit Eno, Payy, Kurdo oder auch Remoe. Ebenfalls 2018 erschien die Single Kalle zusammen mit dem deutschen Rapper Gent, der bei Kollegahs Label Alpha Music Empire unter Vertrag steht.Noizy
Zusammen mit dem puerto-ricanischen Reggaeton-Sänger Farruko veröffentlichte Bujupi eine Remix-Version seines Hits Cika Cika, der 3 Millionen Aufrufe generierte.
2019 veröffentlichte Bujupi gemeinsam mit Fero47 die Single Wie im Traum, mit der Bujupi mit Platz 15 seinen bis dato größten Charterfolg erzielte. Auch in Österreich und der Schweiz erfolgte eine Chartplatzierung. Im Zuge dessen kündigte Bujupi sein neues Album Rahat an, welches am 6. September 2019 erschienen ist. Mit Wallah ich leb erfolgte eine weitere Singleauskopplung, die sich auf Platz 77 der offiziellen deutschen Charts platzierte. In den Wochen vor dem Release des Albums erschienen mit Arrita, Meine Liebe und Casino weitere Single-Auskopplungen inklusive Musikvideo. Mit dem Album erreichte Bujupi in Deutschland seine bis dato höchste Album-Chartplatzierung (Platz 32). Auch in Österreich und der Schweiz chartete das Album. Ende des Jahres ging Ardian Bujupi anlässlich des Albums zum ersten Mal auf Deutschland-Tour und releaste eine Luna-EP mit vier Songs.
Im Jahr 2020 veröffentlichte Bujupi ausschließlich Singles. Modela erreichte im Mai 2020 Platz 49 in den deutschen Single-Charts. Im Mai 2021 erschien die EP "10" anlässlich seines 10-jährigen Jubiläums.
Mit den Singleauskopplungen Tranova, Lotto, Aventura und Gelato veröffentlichte Bujupi im Juli 2022 das Album Aventura mit Sounds aus Reggaeton und Afrotrap auf Deutsch und Albanisch. Anlässlich des Albums erschienen unter anderem gemeinsame Songs mit Noizy, Ledri Vula und Fero47.
Zwei Jahre später kündigte Bujupi sein letztes Solo-Album "Vegeta" an, das im Mai 2024 erschien.

## Diskografie
Studioalben

| Jahr | Titel Musiklabel                 | Höchstplatzierung, Gesamtwochen, AuszeichnungChartplatzierungen (Jahr, Titel, Musiklabel, Platzierungen, Wochen, Auszeichnungen, Anmerkungen) | Höchstplatzierung, Gesamtwochen, AuszeichnungChartplatzierungen (Jahr, Titel, Musiklabel, Platzierungen, Wochen, Auszeichnungen, Anmerkungen) | Höchstplatzierung, Gesamtwochen, AuszeichnungChartplatzierungen (Jahr, Titel, Musiklabel, Platzierungen, Wochen, Auszeichnungen, Anmerkungen) | Anmerkungen                             |
| Jahr | Titel Musiklabel                 | DE | AT | CH | Anmerkungen                             |
| ---- | -------------------------------- | --- | --- | --- | --------------------------------------- |
| 2011 | To the Top FirstLoveMusic (GA)   | DE75 (1 Wo.)DE | — | CH98 (1 Wo.)CH | Erstveröffentlichung: 9. Dezember 2011  |
| 2015 | Ardicted Trust No One (UMG)      | DE40 (1 Wo.)DE | AT70 (1 Wo.)AT | CH24 (1 Wo.)CH | Erstveröffentlichung: 9. Januar 2015    |
| 2017 | Melodia Ardian Bujupi (SMD)      | DE57 (1 Wo.)DE | AT70 (1 Wo.)AT | CH26 (1 Wo.)CH | Erstveröffentlichung: 9. Juni 2017      |
| 2019 | Rahat Columbia Records (Sony)    | DE32 (1 Wo.)DE | AT67 (1 Wo.)AT | CH38 (1 Wo.)CH | Erstveröffentlichung: 6. September 2019 |
| 2021 | 10 Columbia Records (Sony)       | DE96 (1 Wo.)DE | — | CH31 (3 Wo.)CH | Erstveröffentlichung: 28. Mai 2021      |
| 2022 | Aventura Columbia Records (Sony) | — | — | CH39 (1 Wo.)CH | Erstveröffentlichung: 1. Juli 2022      |
| 2024 | Vegeta Columbia Records (Sony)   | DE98 (1 Wo.)DE | — | — | Erstveröffentlichung: 24. Mai 2024      |